# Tournoi d'échecs de Sofia
Le tournoi d'échecs Mtel de Sofia (du nom du sponsor principal Mtel) a eu lieu tous les ans de 2005 à 2009, au mois de mai dans la ville de Sofia en Bulgarie.
Il était l'un des quatre tournois majeurs avec le tournoi de Wijk aan Zee, le tournoi d'échecs de Dortmund et le tournoi de Linares.
Il rassemblait chaque année six grands maîtres internationaux parmi les meilleurs mondiaux, qui s'affrontaient dans un tournoi à deux tours (c'est-à-dire que chaque joueur affrontait deux fois chaque autre joueur, une fois avec les blancs et une fois avec les noirs).

## Palmarès
| Année | Catégorie (Elo moyen) | Vainqueur et score                  | Deuxième(s)                                                                 | Troisième(s)                   | Quatrième       | Cinquième(s)                     | Sixième            |
| ----- | --------------------- | ----------------------------------- | --------------------------------------------------------------------------- | ------------------------------ | --------------- | -------------------------------- | ------------------ |
| 2005  | 20 (2 746)            | Veselin Topalov 6,5 / 10 (+4 –1 =5) | Viswanathan Anand (5,5)                                                     | Judit Polgar Ruslan Ponomariov |                 | Vladimir Kramnik Michael Adams   |                    |
| 2006  | 20 (2 744)            | Veselin Topalov 6,5 / 10 (+5 –2 =3) | Gata Kamsky (6)                                                             | Viswanathan Anand              | Peter Svidler   | Étienne Bacrot Ruslan Ponomariov |                    |
| 2007  | 19 (2 725)            | Veselin Topalov 5,5 / 10 (+3 –2 =5) | Shakhriyar Mamedyarov Liviu-Dieter Nisipeanu Gata Kamsky Krishnan Sasikiran |                                |                 |                                  | Michael Adams      |
| 2008  | 20 (2 737)            | Vassili Ivantchouk 8 / 10 (+6 =4)   | Veselin Topalov (6,5)                                                       | Teimour Radjabov               | Ivan Cheparinov | Bu Xiangzhi Levon Aronian        |                    |
| 2009  | 21 (2 759)            | Alekseï Chirov 6,5 / 10 (+3 =7)     | Magnus Carlsen Veselin Topalov                                              |                                | Wang Yue        | Leinier Dominguez                | Vassili Ivantchouk |

## Édition 2005: Topalov
Topalov remporte le tournoi avec un point d'avance sur Anand.
| No. | Nom                      | Fédération | 1  | 2  | 3  | 4  | 5  | 6  | Total |
| --- | ------------------------ | ---------- | -- | -- | -- | -- | -- | -- | ----- |
| 1   | Veselin Topalov (2778)   | Bulgarie   | XX | =1 | == | 01 | =1 | =1 | 6,5   |
| 2   | Viswanathan Anand (2785) | Inde       | =0 | XX | == | == | =1 | =1 | 5,5   |
| 3   | Judit Polgar (2732)      | Hongrie    | == | == | XX | == | 0= | =1 | 5,0   |
| 4   | Ruslan Ponomariov (2695) | Ukraine    | 10 | == | == | XX | 01 | == | 5,0   |
| 5   | Vladimir Kramnik (2753)  | Russie     | =0 | =0 | 1= | 10 | XX | 0= | 4,0   |
| 6   | Michael Adams (2737)     | Angleterre | =0 | =0 | =0 | == | 1= | XX | 4,0   |

## Édition 2006: Topalov
| No. | Nom                      | Fédération | 1  | 2  | 3  | 4  | 5  | 6  | Total |
| --- | ------------------------ | ---------- | -- | -- | -- | -- | -- | -- | ----- |
| 1   | Veselin Topalov (2804)   | Bulgarie   | XX | 11 | 01 | =0 | =1 | =1 | 6,5   |
| 2   | Gata Kamsky (2671)       | États-Unis | 00 | XX | 1= | 1= | 1= | =1 | 6,0   |
| 3   | Viswanathan Anand (2803) | Inde       | 10 | 0= | XX | == | 1= | 1= | 5,5   |
| 4   | Peter Svidler (2743)     | Russie     | =1 | 0= | == | XX | == | 10 | 5,0   |
| 5   | Étienne Bacrot (2708)    | France     | =0 | 0= | 0= | == | XX | == | 3,5   |
| 6   | Ruslan Ponomariov (2738) | Ukraine    | =0 | =0 | 0= | 01 | == | XX | 3,5   |

## Édition 2007: Topalov
Topalov termine avec un score à seulement 5,5 / 10, après un départ à 0,5 / 3.
| No. | Nom                           | Fédération  | 1  | 2  | 3  | 4  | 5  | 6  | Total |
| --- | ----------------------------- | ----------- | -- | -- | -- | -- | -- | -- | ----- |
| 1   | Veselin Topalov (2772)        | Bulgarie    | XX | 0= | 01 | == | 11 | == | 5,5   |
| 2   | Shakhriyar Mamedyarov (2757)  | Azerbaïdjan | 1= | XX | == | 10 | =0 | == | 5,0   |
| 3   | Liviu-Dieter Nisipeanu (2693) | Roumanie    | 10 | == | XX | == | == | 01 | 5,0   |
| 4   | Gata Kamsky (2705)            | États-Unis  | == | 01 | == | XX | 01 | == | 5,0   |
| 5   | Krishnan Sasikiran (2690)     | Inde        | 00 | =1 | == | 10 | XX | =1 | 5,0   |
| 6   | Michael Adams (2734)          | Angleterre  | == | == | 10 | == | =0 | XX | 4,5   |

## Édition 2008: Ivantchouk
Le tournoi a lieu au Club militaire central. Ivantchouk réalisa un fantastique départ avec 5/5 pour finir à 8 points sur 10 et 1,5 point d'avance sur Topalov et une performance Elo à 2 977.
| No. | Nom                       | Fédération  | 1  | 2  | 3  | 4  | 5  | 6  | Total |
| --- | ------------------------- | ----------- | -- | -- | -- | -- | -- | -- | ----- |
| 1   | Vassili Ivantchouk (2740) | Ukraine     | XX | 1= | 1= | 11 | 1= | 1= | 8,0   |
| 2   | Veselin Topalov (2767)    | Bulgarie    | 0= | XX | == | 11 | 10 | 11 | 6,5   |
| 3   | Teimour Radjabov (2751)   | Azerbaïdjan | 0= | == | XX | == | =1 | =1 | 5,5   |
| 4   | Ivan Cheparinov (2696)    | Bulgarie    | 00 | 00 | == | XX | 11 | == | 4,0   |
| 5   | Bu Xiangzhi (2708)        | Chine       | 0= | 01 | =0 | 00 | XX | == | 3,0   |
| 6   | Levon Aronian (2763)      | Arménie     | 0= | 00 | =0 | == | == | XX | 3,0   |

## Édition 2009: Chirov
Tournoi de catégorie 21. Chirov bat Carlsen et le devance d'un demi-point.
| No. | Nom                       | Fédération | 1  | 2  | 3  | 4  | 5  | 6  | Total |
| --- | ------------------------- | ---------- | -- | -- | -- | -- | -- | -- | ----- |
| 1   | Alekseï Chirov (2745)     | Espagne    | XX | =1 | == | == | == | 11 | 6,5   |
| 2   | Magnus Carlsen (2770)     | Norvège    | =0 | XX | 1= | =1 | =1 | == | 6,0   |
| 3   | Veselin Topalov (2812)    | Bulgarie   | == | 0= | XX | 1= | == | 11 | 6,0   |
| 4   | Wang Yue (2738)           | Chine      | == | =0 | 0= | XX | == | 1= | 4,5   |
| 5   | Leinier Dominguez (2721)  | Cuba       | == | =0 | == | == | XX | =0 | 4,0   |
| 6   | Vassili Ivantchouk (2746) | Ukraine    | 00 | == | 00 | 0= | =1 | XX | 3,0   |